# Basil Cho Kyu-man
Basil Cho Kyu-man (kor. 조규만, * 8. Juni 1955 in Poch’ŏn, Südkorea) ist ein südkoreanischer Geistlicher und römisch-katholischer Bischof von Wonju.

## Leben
Basil Cho Kyu-man empfing am 26. August 1982 durch den Erzbischof von Seoul, Stephen Kardinal Kim Sou-hwan, das Sakrament der Priesterweihe.
Am 3. Januar 2006 ernannte ihn Papst Benedikt XVI. zum Titularbischof von Elephantaris in Proconsulari und bestellte ihn zum Weihbischof in Seoul. Der Erzbischof von Seoul, Nicholas Kardinal Cheong Jin-suk, spendete ihm am 25. Januar desselben Jahres die Bischofsweihe; Mitkonsekratoren waren die Weihbischöfe in Seoul, Lucas Kim Un-hoe und Andrew Yeom Soo-jung. Basil Cho Kyu-man ist zudem Generalvikar des Erzbistums Seoul.
Papst Franziskus ernannte ihn am 31. März 2016 zum Bischof von Wonju.